# Micrommata formosa
Micrommata formosa is een spinnensoort in de taxonomische indeling van de jachtkrabspinnen (Sparassidae).
Het dier behoort tot het geslacht Micrommata. De wetenschappelijke naam van de soort werd voor het eerst geldig gepubliceerd in 1878 door Pavesi.